# Mártonfalvi erődtemplom
A mártonfalvi erődtemplom műemlékké nyilvánított épület Romániában, Szeben megyében. A romániai műemlékek jegyzékében az SB-II-a-B-12459 sorszámon szerepel.